# Gaston Berger
Gaston Berger (Saint Louis, Senegal, 1 de octubre de 1896-Longjumeau, 13 de noviembre de 1960) fue un filósofo y político francés. Conocido principalmente por sus trabajos sobre Edmund Husserl y sus estudios sobre caracterología, participó en la creación del INSA Lyon. Es el inventor del término prospectiva, que significa «estudio de futuros posibles» y de la antropología prospectiva, que se define como la ciencia del hombre por venir.

## Biografía
Gaston Berger nació en Senegal, entonces colonia francesa. Realizó sus estudios primarios y secundarios en el liceo de Perpiñán. El divorcio de sus padres le llevó a trabajar desde los 14 años.  En vísperas de cumplir los 18 años, Berger se alistó voluntariamente en el ejército francés, en el que permaneció cinco años. Pasó casi tres años en varios frentes, participando en la campaña oriental, desde Grecia hasta los Dardanelos. Regresó como oficial y recibió la Cruz de Guerra. Tras la contienda, regresó a la fábrica de aceite donde trabajó en Marsella, convirtiéndose en director. 
A los 25 años, apasionado por la filosofía, decidió retomar sus estudios y prepararse para la licenciatura en el Lycée Thiers, donde inició su exitosa carrera intelectual. En la década de 1930 trabajó simultáneamente como administrador de empresas, director de estudios filosóficos y escribiendo su tesis sobre Husserl. 
Gaston Berger murió en un accidente automovilístico en 1960. Fue padre del coreógrafo Maurice Béjart. 

## Obras
- Las condiciones de inteligibilidad y el problema de la contingencia.
- Investigación sobre las condiciones del conocimiento. París, PUF, 1941.
- El Cogito en la filosofía de Husserl. París, Aubier, 1941.
- Fenomenología del tiempo y de la perspectiva. París, PUF, 1964.
- El hombre moderno y su educación. París, PUF, 1967.
- Tratado práctico sobre análisis del carácter. París, PUF, 1950.
- Cuestionario caracterológico. PUF, París, 1950.
- Carácter y personalidad. París, PUF, 1954.